# ソフトパッド
ソフトパッドは、自動車のダッシュボードやステアリング、シフトノブ、ドアアームレスト、ドアの内張、サイドブレーキなどに使われている塩化ビニールを用いた柔らかいパーツを指す。

## 概要
トヨタ・カローラを例にすると、初代のマイナーチェンジで採用されてから8代目 E110型まで増減を繰り返し、8代目のマイナーチェンジ後では上記項目すべてにかなり柔らかめのものが採用されている。
近年は減少傾向にあり、硬質プラスチックが増えている。地球環境問題に配慮するためのリサイクル化もあり（外部リンク参照）、これまでの塩化ビニール（パウダースラッシュ）に代わる発泡ウレタンが用いられるようになってきた。
日産・フェアレディZの6代目Z34型のアームレストには、新技術のソフトフィールシボが採用されている。この技術は材質は硬いままに、触ると柔らかく感じられるように作ったものである。

## おもな採用車種
- トヨタ・ヴィッツ - 3代目のCP130型の上位グレード（「1.3/1.5 U」および「1.5 RS」）に限り部分的であるがソフトパッドが用いられている。
- トヨタ・アクア - 2014年12月のマイナーチェンジよりごく一部のグレード（例・G、およびG“ブラックソフトレザーセレクション”、X-URBAN等）に限り部分的に採用されるようになった。
- トヨタ・カローラシリーズ - 1968年4月のマイナーチェンジ直後の初代・E10型から2000年8月までの通算8代目のE110型。また、通算9代目のE120型と通算10代目のE140型では地球環境問題や製造コストの合理化に配慮する理由でソフトパッドの材質が発泡ウレタンに変更されている。ただし通算11代目の国内向けモデル（2代目アクシオ／3代目フィールダー）のE160/160G型では前期型に限り、徹底的なコストダウンを前提としているため、ステアリングとシフトノブ、サイドブレーキの各部分を除きソフトパッドはほとんど用いられなくなったケースも見られたが同E160/160G型の中期型以降より上位グレード（例・「1.5 G/HYBRID G」および「1.5G"W×B"/HYBRID G"W×B"」）に限り部分的に採用されるようになった。
- トヨタ・オーリス - 2代目のE180H型よりソフトパッドが本格的に用いられるようになった。
- トヨタ・コロナ／カリーナ→トヨタ・プレミオ／アリオン - 上記のカローラシリーズに対してソフトパッドの使用比率が高い。
- トヨタ・カムリ
- トヨタ・マークII - 8代目・X100型（1996-2000年）まで。
- トヨタ・クラウン - ただしコンフォートベースのクラウンコンフォート／クラウンセダンは除く。
- 日産・サニー - 上記のカローラシリーズほどではないがソフトパッドが使用されていた時期（B110-B310型、およびB12-B13型）があった。
- 日産・ティアナ
- 日産・ティーダ／ティーダラティオ - 2006年12月までの前期型。
- 日産・ブルーバードシルフィ - 上記のティーダシリーズに対してソフトパッドの使用比率が高い。